# Shut Up and Dance (canción)
«Shut Up and Dance» (estilizado como «SHUT UP + DANCE») —en español: «Cállate y baila»— es una canción de la banda de rock estadounidense Walk the Moon para su segundo álbum de estudio Talking Is Hard (2014). Fue escrito por los miembros de la banda y compositores Ben Berger y Ryan McMahon. La canción se basa en un líder de experiencia Nicholas Petricca había en un club nocturno de Los Ángeles. Su novia lo invitó a bailar, inspirando el título, que él imaginó como un himno para soltar la frustración y para divertirse. La canción fue lanzada digitalmente como el sencillo principal de Talking Is Hard el 10 de septiembre de 2014.

## Video musical
El video musical, un videoclip de estilo de cine con temas de clubes de los años 80, fue lanzado el YouTube el 23 de octubre de 2014. Se presenta a la bailarina profesional Lauren Taft junto a Petricca.

## Lista de canciones
|  | - Descarga digital 1. «Shut Up and Dance» – 3:17 - UK Promo CD single 1. «Shut Up and Dance» – 3:17 | - CD single 1. «Shut Up and Dance» – 3:17 2. «Shut Up and Dance (Live At Sirius XM)» – 3:15 |  |

## Versiones y uso en los medios
En 2015, la canción fue versionada por el cantante de country irlandés Derek Ryan en su álbum de estudio One Good Night junto con un video musical con imágenes de las actuaciones en vivo de Ryan.
La canción fue versionada como el número de la abertura a un episodio temático de la película de Strictly Come Dancing.
The Maccabeats, un grupo judío a capella de la Universidad Yeshiva, hicieron una parodia de la canción para un lanzamiento musical de Hanukkah llamado «Latke Recipe» en noviembre de 2015.
La canción fue interpretada por Grae Fernandez, Ataska Mercado, Bailey May e Ylona Garcia durante el número de apertura de PMPC Star Awards for Television de 2015 en el Kia Theatre el 3 de diciembre de 2015.
La canción también aparece en las películas de 2016 Norm of the North y Bad Moms. El uso del primero (donde fue utilizado en escenas donde la población de Nueva York está bailando) ha sido criticado por no ajustarse a la escena considerando las letras de la canción.
En el concierto de KalyeSerye de Philippine Arena titulado Sa Tamang Panahon. Bailado por Alden Richards y Maine Mendoza el 24 de octubre de 2015.
La canción fue interpretada por Tito Sotto, Vic Sotto y Joey de Leon durante el número de apertura de Eat Bulaga! para su 37o aniversario especial el 30 de julio de 2016.
La canción aparece en modo GHTV Guitar Hero Live y en Just Dance 2016 como parte de Just Dance Unlimited.
En marzo de 2017, Ashley Tisdale y su esposo Christopher French interpretaron una versión acústica de la canción en su canal de YouTube.

## Posicionamiento en listas
| Listas (2014–15)                              | Mejor posición |
| --------------------------------------------- | -------------- |
| Australia (ARIA)                              | 3              |
| Austria (Ö3 Austria Top 40)                   | 7              |
| Bélgica (Flandes) (Ultratop 50)               | 21             |
| Bélgica (Valonia) (Ultratip Bubbling Under)   | 14             |
| Canadá (Canadian Hot 100)                     | 4              |
| Canadá AC (Billboard)                         | 1              |
| Canadá CHR/Top 40 (Billboard)                 | 3              |
| Canadá Hot AC (Billboard)                     | 1              |
| Canadá Rock (Billboard)                       | 22             |
| Colombia (National Report Top Rock)           | 1              |
| Colombia Top 20 Anglo (Monitor Latino)        | 5              |
| República Checa (Rádio Top 100)               | 2              |
| República Checa (Singles Digitál Top 100)     | 15             |
| Dinamarca (Tracklisten)                       | 35             |
| Europa (Euro Digital Songs)                   | 4              |
| Finlandia (Radiosoittolista)                  | 61             |
| Francia (SNEP)                                | 28             |
| Alemania (Media Control AG)                   | 10             |
| Hungría (Rádiós Top 40)                       | 7              |
| Hungría (Single Top 40)                       | 17             |
| Irlanda (IRMA)                                | 2              |
| Israel (Media Forest)                         | 8              |
| Italia (FIMI)                                 | 79             |
| Japón (Japan Hot 100)                         | 17             |
| Japan Hot Overseas (Billboard)                | 2              |
| Mexico Top 20 Inglés (Monitor Latino)         | 10             |
| Mexico Airplay (Billboard)                    | 18             |
| Mexico Ingles Airplay (Billboard)             | 3              |
| Países Bajos (Dutch Top 40)                   | 22             |
| Países Bajos (Mega Single Top 100)            | 28             |
| Nueva Zelanda (Recorded Music NZ)             | 11             |
| Polonia (Polish Airplay Top 100)              | 1              |
| Escocia (Scottish Singles Sales Chart)        | 2              |
| Eslovaquia (Rádio Top 100)                    | 2              |
| Eslovaquia (Singles Digitál Top 100)          | 22             |
| Eslovenia (SAZAS)                             | 5              |
| Corea del Sur (Gaon)                          | 45             |
| South Korea International Chart (Gaon)        | 6              |
| España (Top 100 Canciones)                    | 29             |
| Suecia (Sverigetopplistan)                    | 12             |
| Suiza (Schweizer Hitparade)                   | 20             |
| Reino Unido (UK Singles Chart)                | 4              |
| Reino Unido (UK Download Chart)               | 3              |
| UK Streaming Chart (Official Charts Company)  | 5              |
| Estados Unidos (Billboard Hot 100)            | 4              |
| Estados Unidos (Hot Rock & Alternative Songs) | 1              |
| Estados Unidos (Rock Airplay)                 | 1              |
| Estados Unidos (Adult Contemporary)           | 1              |
| Estados Unidos (Adult Top 40)                 | 1              |
| Estados Unidos (Dance/Mix Show Airplay)       | 6              |
| Estados Unidos (Hot Dance Club Songs)         | 28             |
| Estados Unidos (Mainstream Top 40)            | 2              |

| Listas (2014)                 | Posición |
| ----------------------------- | -------- |
| Países Bajos (Dutch Top 40)   | 180      |
| US Hot Rock Songs (Billboard) | 60       |

| Listas (2015)                                      | Posición |
| -------------------------------------------------- | -------- |
| Australia (ARIA)                                   | 8        |
| Austria (Ö3 Austria Top 40)                        | 27       |
| Bélgica (Ultratop 50 Flanders)                     | 69       |
| Canadá (Canadian Hot 100)                          | 10       |
| Dinamarca (Tracklisten)                            | 95       |
| Alemania (Official German Charts)                  | 35       |
| Hungría (Rádiós Top 40)                            | 39       |
| Hungría (Single Top 40)                            | 96       |
| Irlanda (IRMA)                                     | 8        |
| Israel (Media Forest)                              | 26       |
| Japón (Japan Hot 100)                              | 83       |
| Japón Hot Overseas (Billboard)                     | 11       |
| Países Bajos (Dutch Top 40)                        | 98       |
| Países Bajos (Single Top 100)                      | 55       |
| Nueva Zelanda (Recorded Music NZ)                  | 19       |
| Polonia (Polish Airplay Top 100)                   | 1        |
| South Korea International Chart (Gaon)             | 90       |
| Suecia (Sverigetopplistan)                         | 16       |
| Suiza (Schweizer Hitparade)                        | 55       |
| UK Singles (Official Charts Company)               | 19       |
| Estados Unidos Billboard Hot 100                   | 6        |
| Estados Unidos Hot Rock Songs (Billboard)          | 1        |
| Estados Unidos Rock Airplay (Billboard)            | 2        |
| Estados Unidos Adult Alternative Songs (Billboard) | 39       |
| Estados Unidos Adult Contemporary (Billboard)      | 4        |
| Estados Unidos Adult Top 40 (Billboard)            | 1        |
| Estados Unidos Alternative Songs (Billboard)       | 2        |
| Estados Unidos Dance/Mix Show Airplay (Billboard)  | 27       |
| Estados Unidos Mainstream Top 40 (Billboard)       | 2        |

| Listas (2016)                                 | Posición |
| --------------------------------------------- | -------- |
| Eslovenia (SloTop50)                          | 26       |
| UK Singles (Official Charts Company)          | 94       |
| Estados Unidos Adult Contemporary (Billboard) | 15       |

| Listas                      | Posición |
| --------------------------- | -------- |
| US Adult Top 40 (Billboard) | 11       |